# Brunnentalschanze
Die Brunnentalschanze ist eine Skisprungschanze in Stams im Tiroler Oberland.

## Geschichte
Mit dem Bau der beiden Brunnentalschanzen K 105 und K 60 als Trainingszentrum für die österreichischen Skispringer wurde 1988 begonnen, fertiggestellt wurde die Anlage, zu der auch eine Beschneiungsanlage und ein Lift gehören, aber erst 1990. Eröffnet wurde sie im Herbst 1990 mit einem internationalen Eröffnungsspringen, das damals von Andreas Goldberger gewonnen wurde.
Von 1994 bis 2001 war Stams jedes Jahr Bestandteil des FIS Sommer Grand Prix der Spezialspringer, doch seitdem Innsbruck und Bischofshofen auf Matten umgerüstet wurden, fanden auf der Brunnentalschanze zehn Jahre lang keine internationalen Wettbewerbe mehr statt.
Heute werden die beiden Mattenschanzen hauptsächlich noch zum Training und von den Schülern des Skigymnasiums besprungen. Seit 2011 werden im Rahmen des Sommer-Continentalcups jährlich zwei Springen auf der Brunnentalschanze ausgetragen.

## Internationale Wettbewerbe
Genannt werden alle von der FIS organisierten Sprungwettbewerbe.
| Datum              | Kategorie       | Schanze | 1. Platz                                        | 2. Platz                                        | 3. Platz                                        |
| ------------------ | --------------- | ------- | ----------------------------------------------- | ----------------------------------------------- | ----------------------------------------------- |
| 5. September 1994  | Grand Prix      | K105    | Takanobu Okabe                                  | Roberto Cecon                                   | Ari-Pekka Nikola                                |
| 3. September 1995  | Grand Prix      | K105    | Karl-Heinz Dorner                               | Hiroya Saitō                                    | Kazuyoshi Funaki                                |
| 1. September 1996  | Grand Prix      | K105    | Masahiko Harada                                 | Mika Laitinen                                   | Jani Soininen                                   |
| 31. August 1997    | Grand Prix      | K105    | Espen Bredesen                                  | Martin Höllwarth                                | Stefan Horngacher                               |
| 9. August 1998     | Grand Prix      | K105    | Masahiko Harada                                 | Martin Schmitt                                  | Kazuyoshi Funaki                                |
| 22. August 1999    | Grand Prix      | K105    | Martin Schmitt                                  | Masahiko Harada                                 | Andreas Goldberger                              |
| 18. August 2001    | Grand Prix      | K105    | Roberto Cecon                                   | Martin Höllwarth                                | Igor Medved                                     |
| 9. Juli 2011       | Continental Cup | HS115   | Peter Prevc                                     | Aleksander Zniszczoł                            | Jure Šinkovec                                   |
| 10. Juli 2011      | Continental Cup | HS115   | Peter Prevc                                     | Anders Fannemel                                 | Junshirō Kobayashi                              |
| 30. Juni 2012      | Continental Cup | HS115   | MacKenzie Boyd-Clowes                           | Dawid Kubacki                                   | Wolfgang Loitzl                                 |
| 1. Juli 2012       | Continental Cup | HS115   | Lukas Müller                                    | Anders Jacobsen                                 | Dawid Kubacki                                   |
| 29. Juni 2013      | Continental Cup | HS115   | Krzysztof Biegun                                | Daniel Wenig                                    | Stephan Leyhe                                   |
| 30. Juni 2013      | Continental Cup | HS115   | Jakub Janda                                     | Rok Justin                                      | Jan Ziobro                                      |
| 20. September 2014 | Continental Cup | HS115   | Jakub Wolny                                     | Michael Neumayer                                | Miran Zupančič                                  |
| 21. September 2014 | Continental Cup | HS115   | Jakub Wolny                                     | Anže Lanišek                                    | Pius Paschke                                    |
| 12. September 2015 | Continental Cup | HS115   | Daniel-André Tande                              | Maciej Kot                                      | Michael Neumayer                                |
| 13. September 2015 | Continental Cup | HS115   | Daniel-André Tande                              | Maciej Kot                                      | Ronan Lamy Chappuis                             |
| 17. September 2016 | Continental Cup | HS115   | Markus Eisenbichler                             | Clemens Aigner                                  | MacKenzie Boyd-Clowes                           |
| 18. September 2016 | Continental Cup | HS115   | Markus Eisenbichler                             | Stefan Kraft                                    | Rok Justin                                      |
| 9. September 2017  | Continental Cup | HS115   | Stefan Kraft                                    | Daniel Huber                                    | Tilen Bartol                                    |
| 10. September 2017 | Continental Cup | HS115   | Daniel Huber                                    | Stefan Kraft                                    | Vincent Descombes Sevoie                        |
| 8. September 2018  | Continental Cup | HS115   | Philipp Aschenwald                              | Stefan Kraft                                    | Clemens Aigner                                  |
| 9. September 2018  | Continental Cup | HS115   | Killian Peier                                   | Philipp Aschenwald                              | Daniel Huber                                    |
| 21. September 2019 | Continental Cup | HS115   | Eva Pinkelnig                                   | Marita Kramer                                   | Urša Bogataj                                    |
| 21. September 2019 | Continental Cup | HS115   | Taku Takeuchi                                   | Pius Paschke                                    | Stefan Hula                                     |
| 22. September 2019 | Continental Cup | HS115   | Ema Klinec                                      | Marita Kramer                                   | Urša Bogataj                                    |
| 22. September 2019 | Continental Cup | HS115   | Taku Takeuchi                                   | Klemens Murańka                                 | Pius Paschke                                    |
| 19. September 2020 | Continental Cup | HS115   | wegen der weltweiten COVID-19-Pandemie abgesagt | wegen der weltweiten COVID-19-Pandemie abgesagt | wegen der weltweiten COVID-19-Pandemie abgesagt |
| 19. September 2020 | Continental Cup | HS115   | wegen der weltweiten COVID-19-Pandemie abgesagt | wegen der weltweiten COVID-19-Pandemie abgesagt | wegen der weltweiten COVID-19-Pandemie abgesagt |
| 20. September 2020 | Continental Cup | HS115   | wegen der weltweiten COVID-19-Pandemie abgesagt | wegen der weltweiten COVID-19-Pandemie abgesagt | wegen der weltweiten COVID-19-Pandemie abgesagt |
| 20. September 2020 | Continental Cup | HS115   | wegen der weltweiten COVID-19-Pandemie abgesagt | wegen der weltweiten COVID-19-Pandemie abgesagt | wegen der weltweiten COVID-19-Pandemie abgesagt |

## K 105-Schanze

### Technische Daten
| Brunnentalschanze Stams HS115   | Brunnentalschanze Stams HS115 |
| Anlauf                          | Anlauf                        |
| ------------------------------- | ----------------------------- |
| Anlaufgeschwindigkeit           | ca. 85,5 km/h                 |
| Schanzentisch                   |                               |
| Tischhöhe                       | 3,5 m                         |
| Neigung des Schanzentisches (α) | 11,0°                         |
| Aufsprung                       |                               |
| Hillsize                        | 115 m                         |
| Konstruktionspunkt              | 105 m                         |
| K-Punkt Neigungswinkel (β)      | 36,0°                         |

### Schanzenrekord
- 118,0 m –  Gregor Schlierenzauer, 17. Oktober 2009

## K 60-Schanze

### Technische Daten
| Brunnentalschanze Stams HS65    | Brunnentalschanze Stams HS65 |
| Schanzentisch                   | Schanzentisch                |
| ------------------------------- | ---------------------------- |
| Neigung des Schanzentisches (α) | 10,0°                        |
| Aufsprung                       |                              |
| Hillsize                        | 65 m                         |
| Konstruktionspunkt              | 60 m                         |
| K-Punkt Neigungswinkel (β)      | 36,0°                        |

### Schanzenrekord
- Schanzenrekord: 71,5 m